# Capperia washbourni
Capperia washbourni is een vlinder uit de familie vedermotten (Pterophoridae). De wetenschappelijke naam is voor het eerst geldig gepubliceerd in 1951 door Adamczewski.
De soort komt voor in Europa.